# Wang (Toponym)
Wang ist ein Grund- und Bestimmungswort in deutschstämmigen Ortsnamen und bedeutet Wiesenhang, Feuchtwiese und im Plural Gefilde. Als Zweitglied begegnet es meist in der Form -wang(en) oder -weng(en).

## Herkunft
Das Wort ist urgermanischer Abstammung und war in der Zeit des Althochdeutschen noch in Gebrauch. In der Älteren Deutschen Literatur wie etwa im Heliand wird es mit fruchtbarer Grund oder eingehegter Wiesenplatz übersetzt. Der Garten Eden wird dort als „groni wang“ bezeichnet.

## Verbreitung
Als Toponym hat sich -wang- vor allem im oberdeutschen Sprachraum erhalten, wobei es einen Schwerpunkt im schwäbisch-alemannischen (Schwaben und Schweiz) sowie im bairischen (Bayern, Österreich und Südtirol) Sprachraum bildet. In kleinerer Anzahl ist das Wort auch im niederdeutschen Sprachraum zu finden.

## Beispiele
Baden-Württemberg
- Wangen im Allgäu
- Ellwangen
- Dietenwengen
- Affalterwang

Bayern
- Wangham
- Bierwang (bei Unterreit/Gars am Inn)
- Binzwangen
- Wörleschwang

Österreich
- Wang
- Pichlwang
- Eberschwang
- Wangspitze

Schweiz
- Wengen
- Wangen bei Olten
- Oberwangen

Niederdeutschland
- Wangenheim
- Wangerooge
- Wangen

Südtirol
- Atzwang
- Wangen
- Wengen

Elsass
- Wangen (Bas-Rhin)